# Erich Asmussen
Erich Asmussen (* 11. Juni 1922; † 1964) war ein deutscher Fußballschiedsrichter.
Er pfiff 1959 das Endspiel um die deutsche Meisterschaft zwischen Eintracht Frankfurt und Kickers Offenbach in Berlin vor 75.000 Zuschauern. Als Linienrichter kamen Malka (Herten) und Kandlbinder (Regensburg) zum Einsatz.
Zudem leitete er etliche nationale und internationale Spiele. Er war auch im damaligen Europapokal der Landesmeister eingesetzt.
Von der FIFA wurde Erich Asmussen mit der Leitung von Länderspielen in Spanien, England und Holland beauftragt.
Asmussen kam aus Flensburg.